# Сікевіца (комуна)
Сікевіца (рум. Sichevița) — комуна у повіті Караш-Северін в Румунії. До складу комуни входять такі села (дані про населення за 2002 рік):
- Брестелнік (29 осіб)
- Валя-Оревіца (11 осіб)
- Валя-Равенска (80 осіб)
- Валя-Сікевіцей (59 осіб)
- Горня (662 особи)
- Зеноу (60 осіб)
- Зеслоане (51 особа)
- Каменіца (14 осіб)
- Киршіє (58 осіб)
- Краку-Алмеж (24 особи)
- Крушовіца (106 осіб)
- Курметура (26 осіб)
- Лукачевец (31 особа)
- Лібораждя (43 особи)
- Мартіновец (24 особи)
- Огашу-Подулуй (10 осіб)
- Стреняк (16 осіб)
- Сікевіца (1395 осіб)
- Фресініш (33 особи)

Комуна розташована на відстані 338 км на захід від Бухареста, 67 км на південь від Решиці, 127 км на південь від Тімішоари.

## Населення
За даними перепису населення 2002 року у комуні проживали 2732 особи.
Національний склад населення комуни:
| Національність | Кількість осіб | Відсоток |
| -------------- | -------------- | -------- |
| румуни         | 2678           | 98,0%    |
| цигани         | 33             | 1,2%     |
| серби          | 10             | 0,4%     |
| українці       | 6              | 0,2%     |
| чехи           | 5              | 0,2%     |

Рідною мовою назвали:
| Мова       | Кількість осіб | Відсоток |
| ---------- | -------------- | -------- |
| румунська  | 2683           | 98,2%    |
| циганська  | 33             | 1,2%     |
| сербська   | 10             | 0,4%     |
| українська | 3              | 0,1%     |
| чеська     | 3              | 0,1%     |

Склад населення комуни за віросповіданням:
| Релігія       | Кількість осіб | Відсоток |
| ------------- | -------------- | -------- |
| православні   | 2579           | 94,4%    |
| баптисти      | 144            | 5,3%     |
| п'ятдесятники | 5              | 0,2%     |
| римо-католики | 4              | 0,1%     |